# Falvaterra
Falvaterra – miejscowość i gmina we Włoszech, w regionie Lacjum, w prowincji Frosinone.
Według danych na rok 2004 gminę zamieszkiwało 630 osób, 52,5 os./km².
Urodził się tu dyplomata papieski abp Pietro Benedetti.